# Pertusaria lacerans
Pertusaria lacerans är en lavart som beskrevs av Müll. Arg. Pertusaria lacerans ingår i släktet Pertusaria och familjen Pertusariaceae.   Inga underarter finns listade i Catalogue of Life.